# Mintarder Berg
Der Mintarder Berg ist eine Erhebung in Mintard, einem Stadtteil von Mülheim an der Ruhr. Der Berg ist 116 m hoch und stellt die östliche Grenze des Ruhrtals dar.

## Lage
Der Mintarder Berg ist Teil der Ruhrhöhen an der Unteren Ruhr. Der Sommersberg im Süden ist mit 121 m höher als der Mintarder Berg, während der nördlicher gelegene Auberg eine Höhe von 106 m erreicht. Die Westflanke des Mintarder Berges fällt steil ins Ruhrtal hinein ab.

## Naturschutz
Das Gebiet rund um den Berg ist seit 2005 als Naturschutzgebiet Mintarder Ruhrtalhang und Mintarder Berg geschützt. Das Naturschutzgebiet umfasst 28,9 Hektar.

## Wandern
Der Mintarder Berg wird von zahlreichen Wanderwegen gequert, die beispielsweise über Ratingen-Hösel, Laupendahl und nahe der Mintarder Ruhrtalbrücke verlaufen.